# ホンダ・S360
S360（エスさんびゃくろくじゅう）は、本田技研工業が四輪車事業への進出をめざし発表した軽自動車規格のオープンスポーツカーである。S360は市販されず、後に排気量を増したエンジンを搭載したモデル（後にホンダ・Sシリーズと総称されるスポーツカー）が市販された。名称は「Sports 360」としているものが当時の資料には多いが「S360」としているものもある。当記事では市販された後発車種に合わせ「S360」とする。

## 概要
四輪車事業への進出を目指したホンダは、後にT360となるトラック型モデルとともに、試作モデルXA190として2シーターオープンの開発を進めていた。スポーツカーの開発については、新しい需要の開拓とモータースポーツ文化の育成を念頭に置いた上で進んでいたが、その一方で、販売戦略の観点から藤沢武夫は、現在の需要は商用車にあるとして軽トラックを提案した。軽自動車枠としての開発はオートバイ同様に販売しやすいことからとも言われており、自転車店でのオートバイ販売というアイデアで販売実績の向上に貢献した藤沢の施策を再び利用する形でもあった。
1961年（昭和36年）、当時の通産省から自動車行政の基本方針（後の特振法案）が示されると、本田宗一郎は通産省の佐橋滋事務次官に直談判を行い「自由競争こそ自動車産業を伸ばすものだ」と掛け合った。特振法案は1963年（昭和38年）3月に法案化されたものの、最終的に1964年（昭和39年）1月に廃案になったが、この時点でホンダは乗用車の市販実績を作る必要に迫られており、1962年（昭和37年）1月より本格的な四輪乗用車の市販に向けた計画を進めることとなる。
1962年（昭和37年）6月5日、第11回全国ホンダ会総会の製品展示・試走会（ディーラー向けイベント）が、当時まだ建設途中の鈴鹿サーキットのお披露目も兼ねて開催された。この際、宗一郎本人が運転し、中村良夫を助手席に乗せた赤いS360が一般に公開された。
1962年（昭和37年）10月25日から13日間、東京・晴海の東京国際見本市会場で開催された第9回全日本自動車ショウ（後の東京モーターショー）にもT360、S500とともに出展された。この時の仕様は透明カバーがヘッドライトについており、パイプフレームにFRP製のボディを組み合わせたものとされる。
この当時、本田技術研究所の四輪走行試験室に配属された新保与輝雄によれば、出展後の11月にも鉄板ボディと思われる2台が荒川テストコースにてテスト走行が行われたと語っている。1963年（昭和38年）3月にT360とともに雪道の奥日光で本格的にテストされたのは、シルバーの1台だった。
軽自動車のスポーツカーとして市販が期待されたものの、結局S360は市販されず、ホンダ初の四輪スポーツモデルは後のS500を待つこととなる。

## 仕様

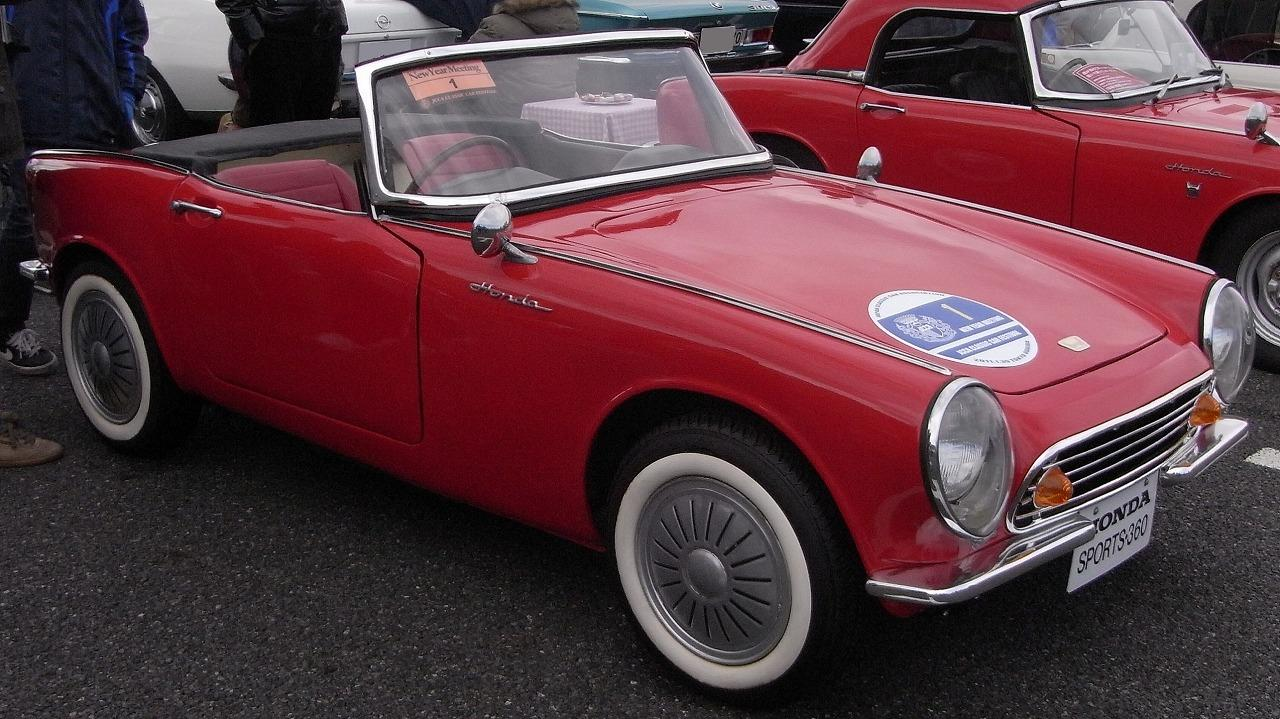
愛好家が製作したsports 360のレプリカ

パワートレインには二輪車開発で培ったノウハウが数多く生かされている。
搭載されるエンジンは356ccの水冷直列4気筒で、当時まだ日本車には例がなかったDOHC機構を採用していた。DOHCも二輪車由来のもので、4連キャブレターを組み込んで33PS以上の出力と2.7kgmのトルクを絞り出すとされていた。このエンジンはのちにT360に搭載され市販されたものと同型である。
差動歯車は後輪駆動車であれば通常、駆動輪である後輪の車軸に一組取り付けられるのだが、これではボディサイズの都合上燃料タンクかトランクルームが犠牲になってしまう。そこで宗一郎は、リアサスペンションをトレーリングアーム式独立懸架とし、アルミのケースに入れたチェーンで駆動する方式を考案した。こうして燃料タンクとわずかなトランクルームの両方を確保することができた。この駆動方式はS800の前期型まで継続して採用された。宗一郎の言葉や考えからは、この時からすでにMM思想（"Machine Minimum Man Maximum" の略）の基礎があったと考えられる。
計器類はS500とレイアウト自体は同じであり、センターコンソールで助手席側と2分しているところも共通している。ステアリングホイールもウッドトリムのナルディ風3本スポークである。
ボディカラーの「赤」も、元来は緊急車両との混同の問題から法律で規制されていたが、ホンダが運輸省と度重なる交渉を重ねた結果、使用の許可を取ることができた。ところで資料によれば、実際の車台形式は5種類あったらしい。復刻されたのはこのうち、全日本自動車ショウで公開されたシルバーの2XAS250型である。
後のS500は、エンジンの排気量を500cc級に拡大するとともにボディ全幅を1,430mmまで拡幅し、普通乗用車として発売された。S500が軽規格でなくなった理由としては諸説あるが、軽のT360よりも上位車種とすることで市販ラインナップを幅広くし、小規模もしくは新規の自動車メーカーが淘汰される特振法案への対策とする経営陣の読みがあったものとされている。加えて排気量やボディサイズの小ささは、欧米市場での販売にあたってどうしても不利になりやすいという面がある。また、排気量の拡大が続いたのもパワー不足が主な原因である。

## 復刻

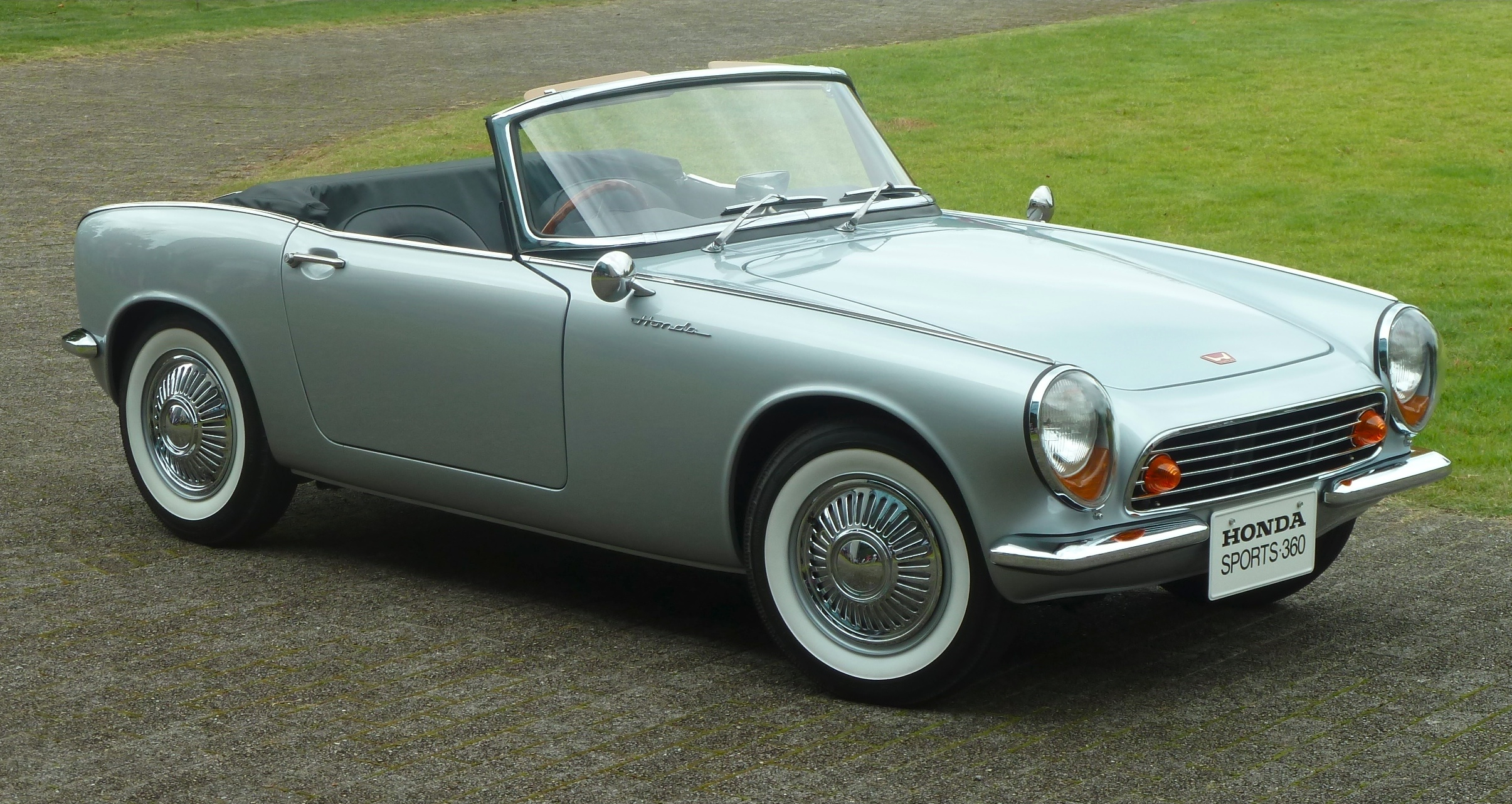
ツインリンクもてぎで初公開された復刻車

試作車は解体処分され現存していないが、2013年（平成25年）10月13日、ツインリンクもてぎで開催された「HONDA Sports 50th Anniversary」において、本田技術研究所の有志により新規で1台のみ製造されたS360のレプリカが公開された。この車両は同年11月の第43回東京モーターショー2013でもS660のプロトタイプとともに展示された。
復刻プロジェクトは2012年（平成24年）夏に始まり、試作室が製作を担当した。このプロジェクトでの大前提として、「メーカー自身が手掛けるからには可能な限り妥協はしない」ことを意識していた。さらに、「技術の伝承」という面でもこのプロジェクトは重要な意味を持っていた。
このレプリカは、試作車の設計図面からシャシーやボディの多くの部分は独自で製作されたものの、図面の不足と製作時間の短縮を考慮した結果、ホンダコレクションホールに収蔵されていたS600の予備車をベースに、エンジンとトランスミッションはT360のものを、一部パーツはプロトタイプのものを流用したため、本来の仕様とは異なっている。デザインはボディ外形線図をもとに、写真を参考に修正を加えながら各種資料、パーツ類の収集、OBへの聞き取り調査を実施し、情報を蓄積しながら完成させた。エンジンに関しては現存しておらず図面もほとんどなかったので、流用したエンジンの性能をそのままに、潤滑系および冷却系に問題が生じないことを確認した上で、搭載角度をT360から大きく変更している。バックミラーとステアリングホイール、計器類、トランクリッド上のエンブレム、フェンダーミラー、グローブボックスやヒューズボックスの照明灯はオリジナル品が現存していたので、S600用の本体に合うように調整して装着。配線についても、不鮮明な部分も含めてS600の配線図面と照らし合わせて再構築した。